# 9636 Emanuelaspessot
9636 Emanuelaspessot este o planetă minoră (asteroid) din centura de asteroizi. A fost descoperită pe 17 decembrie 1993 la Circolo Culturale Astronomico di Farra d'Isonzo⁠(d) de Circolo Culturale Astronomico di Farra d'Isonzo⁠(d). 
Obiectul prezintă o orbită caracterizată de o semiaxă mare de 3,181343 UAi, o excentricitate de 0,04, o înclinație de 15,80731 ° în raport cu ecliptica.